# Nikolay Vladimirovich Ruzsky
Nikolai Vladimirovich Ruzsky (tiếng Nga: Никола́й Влади́мирович Ру́зский), sinh ngày 6 tháng 3 năm 1854 mất ngày 18 tháng 10 năm 1918. Ông là một đại tướng đế quốc Nga, và ông đã tham gia thế chiến thứ nhất. Ông mang nguồn gốc Kalmykia ở vùng Kavkaz, miền nam nước Nga bấy giờ.